# Cantes minero-levantinos
Los cantes minero-levantinos son un estilo flamenco que se desarrolló en el siglo XIX en la Sierra minera de Cartagena-La Unión como resultado de las grandes migraciones de almerienses a esta región.
Según  Manuel Moya, esta acepción toma cuerpo con el nacimiento del Festival del Cante de las Minas de La Unión en 1961, aunque el poeta sevillano Manuel Machado ya la mencionara en 1912 en el poema “La Lola”, dentro de su colección de poemas llamado Cante Hondo.
Se trata de un cante con copla de cuatro o cinco versos octosílabos. Es una modalidad muy remarcada de taranta (apenas presenta diferencias con ésta, salvo determinados matices melódicos muy remarcados). Su creador fue el alicantino Rojo El Alpargatero, quien la legó a su hijo para que se perpetuara en la historia. 
De la malagueña, la granaína y el taranto de Almería, palos herederos del fandango, traídos por los obreros andaluces y su contacto con los fandangos locales, surgieron los denominados cantes minero-levantinos: 
- La taranta. Cante difícil, largo y de profunda hondura procedente del fandango almeriense.
- La minera: Cante también difícil y hondo basado en las penalidades del trabajo en la mina.
- La cartagenera: Procede del aflamencamiento de los fandangos locales del siglo XVIII. No trata temas mineros.
- El fandango minero.
- La levantica.
- La murciana.

Desde el año 1961 se celebra en La Unión todos los meses de agosto el Festival Internacional del Cante de las Minas. En este festival se rememoran aquellos cantes, que sufridamente alzaban los antepasados mineros durante su largo día de trabajo dentro de la mina y se ha convertido en uno de los festivales más importantes del mundo del flamenco en España.
Sus principales intérpretes son Pencho Cros, Antonio Piñana, Encarnación Fernández, Fosforito y José Sorroche.